# Det bødes der for (film fra 1922)
Det bødes der for er en tysk stumfilm fra 1922 af Adolf E. Licho.

## Medvirkende
- Hanni Weisse som Lisa, Baronessa von Reichenbach
- Georg Alexander som Freiherr Karl von Settenburg
- Lotte Neumann som Hanna
- Rose Veldtkirch som Irma Kluge
- Hans Stürm som Kutscher
- Hans Brausewetter
- Josefine Dora